# فرانک کاستلو (بازیکن فوتبال)
فرانک کاستلو (انگلیسی: Frank Costello؛ 1884 – ۱۹ دسامبر ۱۹۱۴ (۲۹ سال)) بازیکن فوتبال اهل پادشاهی متحد بریتانیای کبیر و ایرلند بود.
از باشگاه‌هایی که در آن بازی کرده‌است می‌توان به باشگاه فوتبال وست برومویچ آلبیون، باشگاه فوتبال سالزبری سیتی، باشگاه فوتبال بولتون واندررز، باشگاه فوتبال ساوت‌همپتون، باشگاه فوتبال نلسون، باشگاه فوتبال مرثر تاون، و باشگاه فوتبال وستهام یونایتد اشاره کرد.